# Basketball Bundesliga 2019-20
La Basketball Bundesliga 2019-20, conocida por motivos de patrocinio comoi easyCredit BBL, es la edición número 54 de la Basketball Bundesliga, la primera división del baloncesto profesional de Alemania. La competición comenzó el 24 de septiembre de 2019 y acabó el 28 de junio de 2020. El campeón fue el Alba Berlin, que lograba su noverno título.

## Equipos

### Ascensos y descensos
Esta es la primera temporada en la que se ha requerido que los equipos tuvieran un presupuesto mínimo de 3 millones de euros y un patrimonio mínimo de 250.000. Diecisiete clubes obtuvieron una licencia para esta temporada. Los Hamburg Towers ascendieron de la ProA, mientras que los Nürnberg Falcons se garon la plaza al ser subcampeones, pero no lograron conseguir la licencia. Eisbären Bremerhaven y Science City Jena descendieron.

### Equipos 2019-2020 y localización
| Equipo                 | Ciudad       | Arena                 | Capacidad |
| ---------------------- | ------------ | --------------------- | --------- |
| Alba Berlin            | Berlín       | Mercedes-Benz Arena   | 14,500    |
| Brose Bamberg          | Bamberg      | Brose Arena           | 6,150     |
| Crailsheim Merlins     | Crailsheim   | Arena Hohenlohe       | 3,000     |
| medi Bayreuth          | Bayreuth     | Oberfrankenhalle      | 4,000     |
| Telekom Baskets Bonn   | Bonn         | Telekom Dome          | 6,000     |
| Löwen Braunschweig     | Braunschweig | Volkswagen Halle      | 6,600     |
| Fraport Skyliners      | Frankfurt    | Fraport Arena         | 5,002     |
| Gießen 46ers           | Gießen       | Sporthalle Gießen-Ost | 4,003     |
| BG Göttingen           | Göttingen    | Sparkassen Arena      | 3,447     |
| Hamburg Towers         | Hamburg      | Edel-optics.de Arena  | 3,400     |
| MHP Riesen Ludwigsburg | Ludwigsburg  | MHP-Arena             | 5,300     |
| Mitteldeutscher BC     | Weißenfels   | Stadthalle Weißenfels | 3,000     |
| Bayern Munich          | Múnich       | Audi Dome             | 6,700     |
| EWE Baskets Oldenburg  | Oldenburg    | Große EWE Arena       | 6,069     |
| Rasta Vechta           | Vechta       | Rasta Dome            | 3,140     |
| ratiopharm Ulm         | Ulm          | Arena Ulm/Neu-Ulm     | 6,000     |
| s.Oliver Würzburg      | Würzburg     | s.Oliver Arena        | 3,140     |

## Temporada regular

### Clasificación
| Pos. | Equipo                        | PJ | G  | P  | PF   | PC   | DP   | Pts | Clasificación o descenso |
| ---- | ----------------------------- | -- | -- | -- | ---- | ---- | ---- | --- | ------------------------ |
| 1    | Bayern Munich                 | 21 | 19 | 2  | 1788 | 1555 | +233 | 38  | Torneo fin de temporada  |
| 2    | MHP Riesen Ludwigsburg        | 21 | 17 | 4  | 1816 | 1655 | +161 | 34  | Torneo fin de temporada  |
| 3    | Crailsheim Merlins            | 21 | 15 | 6  | 1890 | 1772 | +118 | 30  | Torneo fin de temporada  |
| 4    | Alba Berlin                   | 19 | 14 | 5  | 1774 | 1551 | +223 | 28  | Torneo fin de temporada  |
| 5    | EWE Baskets Oldenburg         | 20 | 13 | 7  | 1687 | 1663 | +24  | 26  | Torneo fin de temporada  |
| 6    | Rasta Vechta                  | 21 | 12 | 9  | 1695 | 1718 | −23  | 24  | Torneo fin de temporada  |
| 7    | Brose Bamberg                 | 21 | 12 | 9  | 1734 | 1648 | +86  | 24  | Torneo fin de temporada  |
| 8    | s.Oliver Würzburg             | 21 | 11 | 10 | 1755 | 1785 | −30  | 22  |                          |
| 9    | BG Göttingen                  | 21 | 11 | 10 | 1727 | 1788 | −61  | 22  | Torneo fin de temporada  |
| 10   | ratiopharm Ulm                | 20 | 10 | 10 | 1748 | 1709 | +39  | 20  | Torneo fin de temporada  |
| 11   | Basketball Löwen Braunschweig | 20 | 9  | 11 | 1791 | 1831 | −40  | 18  |                          |
| 12   | Medi Bayreuth                 | 21 | 9  | 12 | 1811 | 1811 | 0    | 18  |                          |
| 13   | Gießen 46ers                  | 20 | 6  | 14 | 1694 | 1785 | −91  | 12  |                          |
| 14   | Skyliners Frankfurt           | 21 | 6  | 15 | 1579 | 1692 | −113 | 12  | Torneo fin de temporada  |
| 15   | Telekom Baskets Bonn          | 20 | 4  | 16 | 1687 | 1824 | −137 | 8   |                          |
| 16   | Mitteldeutscher BC            | 20 | 3  | 17 | 1791 | 1949 | −158 | 6   |                          |
| 17   | Hamburg Towers                | 20 | 3  | 17 | 1624 | 1855 | −231 | 6   |                          |

 Fuente: BBL
Criterios de clasificación: 1) puntos; 2) enfrentamientos entre ambos equipos; 3) diferencia de puntos entre equipos; 4) mayor número de puntos anotados.
Notas:
1. 1 2  Vechta 80–66 Bamberg
2. 1 2  Würzburg 90–75 Göttingen
3. 1 2  Mitteldeutscher BC 104–83 Hamburg

### Resultados
| Local \ Visitante             | BAM        | BAY    | BER          | BON    | BRA        | CRA          | FRA        | GIE    | GOT   | HAM        | LUD   | MBC     | MUN   | OLD        | ULM    | VEC    | WUR    |
| ----------------------------- | ---------- | ------ | ------------ | ------ | ---------- | ------------ | ---------- | ------ | ----- | ---------- | ----- | ------- | ----- | ---------- | ------ | ------ | ------ |
| Brose Bamberg                 | —          |        | 74–78        |        |            |              | 87–76      | 93–81  | 89–82 | 77–66      | 75–68 |         | 76–82 |            | 78–81  | 85–86  | 69–72  |
| Medi Bayreuth                 | 75–88      | —      | 78–82        | 82–79  | 95–89      |              |            | 115–99 | 75–90 |            |       | 104–86  | 75–91 | 86–75      | 69–85  |        | 79–88  |
| Alba Berlin                   | 107–70     |        | —            |        |            | 98–82        | 87–53      |        | 96–71 |            |       | 116–108 |       | 90–77      |        | 101–78 |        |
| Telekom Baskets Bonn          | 81–106     |        | 87–90        | —      | 85–90      | 82–114       | 77–76      | 112–96 |       | 90–102     | 77–83 | 103–85  |       |            |        |        | 86–95  |
| Basketball Löwen Braunschweig | 85–94      |        |              |        | —          | 105–115 (OT) |            | 92–86  | 87–91 | 94–97      |       | 102–88  |       | 71–93      | 94–88  |        | 100–87 |
| Crailsheim Merlins            | 73–69      | 83–76  | 91–82        | 85–66  | 98–81      | —            | 68–76      |        | 83–57 | 101–98     | 83–92 |         |       | 93–98 (OT) | 91–79  | 101–88 |        |
| Skyliners Frankfurt           | 72–87      | 73–88  |              |        | 81–82 (OT) | 81–83 (OT)   | —          | 81–65  |       | 83–78 (OT) | 54–79 |         | 77–81 | 74–87      |        |        |        |
| Gießen 46ers                  |            | 100–93 |              | 85–87  |            | 92–108       | 82–90      | —      |       | 75–79      | 98–88 | 98–95   | 70–82 | 83–68      | 77–97  | 79–87  | 91–87  |
| BG Göttingen                  |            |        | 72–71        | 80–77  | 77–96      |              | 89–77      | 63–90  | —     | 101–95     | 77–83 | 107–95  | 90–81 | 104–87     | 65–86  | 72–77  |        |
| Hamburg Towers                | 59–89      | 81–95  | 75–100       |        |            | 91–92 (OT)   |            |        | 87–93 | —          | 92–98 | 83–104  |       |            |        | 72–79  | 83–86  |
| MHP Riesen Ludwigsburg        |            | 89–84  | 81–77        | 94–80  | 91–77      |              | 82–64      |        |       | 94–83      | —     |         | 81–74 |            | 106–75 | 85–78  |        |
| Mitteldeutscher BC            | 96–99 (OT) | 88–102 |              |        | 89–95      | 87–95        | 92–99      |        | 84–90 |            | 87–89 | —       | 86–96 | 86–113     |        | 88–87  |        |
| Bayern Munich                 |            | 91–79  | 84–80        | 93–85  | 75–62      | 82–63        |            | 94–75  | 82–81 | 111–55     |       |         | —     | 79–58      | 83–69  |        | 71–60  |
| EWE Baskets Oldenburg         | 71–68      |        | 93–88        | 88–83  |            |              | 85–81 (OT) |        |       | 91–79      | 83–78 |         | 83–90 | —          | 91–104 | 83–76  | 90–82  |
| ratiopharm Ulm                |            | 103–93 | 106–112 (OT) | 85–73  | 98–103     |              | 72–78      |        |       | 102–69     | 76–94 | 96–80   |       |            | —      | 84–62  | 73–82  |
| Rasta Vechta                  | 80–66      | 84–83  |              | 95–83  | 104–103    |              | 73–65      | 73–72  |       |            | 77–72 | 84–88   | 68–76 | 68–73      |        | —      | 89–87  |
| s.Oliver Würzburg             | 77–95      | 66–85  | 82–110       | 100–93 | 97–83      | 92–88 (OT)   | 68–67      |        | 90–75 |            | 84–89 | 91–79   | 82–90 |            |        |        | —      |

## Torneo de final de temporada
Debido a la pandemia de COVID-19 en Alemania, el consejo de la BBL decidió el 27 de abril continuar la temporada en formato de torneo. Los nueve equipos mejor clasificados en la temporada regular y el Skyliners Frankfurt jugarán a puerta cerrada. El 19 de mayo, el gobierno bávaro permitió que el torneo se llevara a cabo en el Audi Dome en Múnich. El calendario se anunció el 20 de mayo de 2020.

### Ronda preliminar

#### Grupo A
| Pos. | Equipo                | PJ | G | P | PF  | PC  | DP  | Pts | Clasificación    |
| ---- | --------------------- | -- | - | - | --- | --- | --- | --- | ---------------- |
| 1    | ratiopharm Ulm        | 4  | 4 | 0 | 361 | 297 | +64 | 8   | Cuartos de final |
| 2    | EWE Baskets Oldenburg | 4  | 3 | 1 | 320 | 311 | +9  | 6   | Cuartos de final |
| 3    | Bayern Munich (H)     | 4  | 2 | 2 | 366 | 318 | +48 | 4   | Cuartos de final |
| 4    | BG Göttingen          | 4  | 1 | 3 | 272 | 337 | −65 | 2   | Cuartos de final |
| 5    | Crailsheim Merlins    | 4  | 0 | 4 | 320 | 376 | −56 | 0   |                  |

 Fuente: BBL
Criterios de clasificación: 1) puntos; 2) enfrentamientos entre ambos equipos; 3) diferencia de puntos entre equipos; 4) mayor número de puntos anotados.
| 6 de junio de 2020 | BG Göttingen                                                | 89–78                                 | Crailsheim Merlins                                                    | |  |
| 16:30              | Parciales: 29–20, 22–22, 17–17, 21–19                       | Parciales: 29–20, 22–22, 17–17, 21–19 | Parciales: 29–20, 22–22, 17–17, 21–19                                 | |  |
|                    | Estadísticas Bennet Hundt 30 Mihajlo Andrić 8 Alex Ruoff 10 | Reporte Pts Reb Asts                  | Estadísticas Javontae Hawkins 17 Bleck, Ogunsipe 8 Russell, Stuckey 5 | Pabellón: Audi Dome, Múnich Asistencia: 0 espectadores Árbitros: Moritz Reiter, Carsten Straube, Enrico Streit |  |

| 6 de junio de 2020 | Bayern Munich                                                 | 85–95                                 | ratiopharm Ulm                                                        | |  |
| 20:30              | Parciales: 20–18, 20–23, 18–21, 27–33                         | Parciales: 20–18, 20–23, 18–21, 27–33 | Parciales: 20–18, 20–23, 18–21, 27–33                                 | |  |
|                    | Estadísticas Vladimir Lučić 23 Vladimir Lučić 8 Barthel, Lô 5 | Reporte Pts Reb Asts                  | Estadísticas Tyler Harvey 21 Heckmann, Osetkowski 7 Thomas Klepeisz 5 | Pabellón: Audi Dome, Múnich Asistencia: 0 espectadores Árbitros: Anne Panther, Clemens Fritz, Moritz Krüper |  |

| 8 de junio de 2020 | Crailsheim Merlins                                                        | 79–110                                | Bayern Munich                                                      | |  |
| 16:30              | Parciales: 11–26, 24–25, 21–35, 23–24                                     | Parciales: 11–26, 24–25, 21–35, 23–24 | Parciales: 11–26, 24–25, 21–35, 23–24                              | |  |
|                    | Estadísticas Sebastian Herrera 27 Javontae Hawkins 4 Herrera, Kovačević 5 | Reporte Pts Reb Asts                  | Estadísticas Mathias Lessort 20 Mathias Lessort 9 Žan Mark Šiško 5 | Pabellón: Audi Dome, Múnich Asistencia: 0 espectadores Árbitros: Toni Rodriguez, Gentian Cici, Steve Bittner |  |

| 8 de junio de 2020 | EWE Baskets Oldenburg                                            | 66–85                                 | ratiopharm Ulm                                                    | |  |
| 20:30              | Parciales: 17–19, 18–23, 15–20, 16–23                            | Parciales: 17–19, 18–23, 15–20, 16–23 | Parciales: 17–19, 18–23, 15–20, 16–23                             | |  |
|                    | Estadísticas Nathan Boothe 19 Rašid Mahalbašić 7 Braydon Hobbs 5 | Reporte Pts Reb Asts                  | Estadísticas Tyler Harvey 15 Dylan Osetkowski 8 Thomas Klepeisz 6 | Pabellón: Audi Dome, Múnich Asistencia: 0 espectadores Árbitros: Moritz Reiter, Christof Madinger, Benjamin Barth |  |

| 10 de junio de 2020 | EWE Baskets Oldenburg                                            | 80–62                                 | BG Göttingen                                                    | |  |
| 16:30               | Parciales: 23–18, 21–21, 20–13, 16–10                            | Parciales: 23–18, 21–21, 20–13, 16–10 | Parciales: 23–18, 21–21, 20–13, 16–10                           | |  |
|                     | Estadísticas Rašid Mahalbašić 22 Nathan Boothe 10 Tyler Larson 4 | Reporte Pts Reb Asts                  | Estadísticas Terry Allen 16 Allen, Mönninghoff 5 Bennet Hundt 3 | Pabellón: Audi Dome, Múnich Asistencia: 0 espectadores Árbitros: Clemens Fritz, Toni Rodriguez, Steve Bittner |  |

| 10 de junio de 2020 | ratiopharm Ulm                                                     | 92–80                                 | Crailsheim Merlins                                                  | |  |
| 20:30               | Parciales: 28–30, 24–22, 24–13, 16–15                              | Parciales: 28–30, 24–22, 24–13, 16–15 | Parciales: 28–30, 24–22, 24–13, 16–15                               | |  |
|                     | Estadísticas Dylan Osetkowski 17 Derek Willis 12 Thomas Klepeisz 7 | Reporte Pts Reb Asts                  | Estadísticas Maurice Stuckey 20 David Brembly 8 Sebastian Herrera 9 | Pabellón: Audi Dome, Múnich Asistencia: 0 espectadores Árbitros: Benjamin Barth, Carsten Straube, Christof Madinger |  |

| 12 de junio de 2020 | BG Göttingen                                                    | 55–90                                 | Bayern Munich                                             | |  |
| 16:30               | Parciales: 18–26, 13–21, 12–24, 12–19                           | Parciales: 18–26, 13–21, 12–24, 12–19 | Parciales: 18–26, 13–21, 12–24, 12–19                     | |  |
|                     | Estadísticas Marvin Omuvwie 13 Marvin Omuvwie 7 Bennett Hundt 4 | Reporte Pts Reb Asts                  | Estadísticas Danilo Barthel 19 Lessort, Lô 6 T. J. Bray 5 | Pabellón: Audi Dome, Múnich Asistencia: 0 espectadores Árbitros: Christof Madinger, Moritz Reiter, Clemens Fritz |  |

| 12 de junio de 2020 | Crailsheim Merlins                                             | 83–85                                 | EWE Baskets Oldenburg                                                | |  |
| 20:30               | Parciales: 16–20, 22–24, 24–16, 21–25                          | Parciales: 16–20, 22–24, 24–16, 21–25 | Parciales: 16–20, 22–24, 24–16, 21–25                                | |  |
|                     | Estadísticas Maurice Stuckey 17 Fabian Bleck 10 Fabian Bleck 7 | Reporte Pts Reb Asts                  | Estadísticas Rašid Mahalbašić 19 Rašid Mahalbašić 10 Boothe, Hobbs 3 | Pabellón: Audi Dome, Múnich Asistencia: 0 espectadores Árbitros: Toni Rodriguez, Moritz Krüper, Benjamin Barth |  |

| 14 de junio de 2020 | ratiopharm Ulm                                                | 89–66                                 | BG Göttingen                                               | |  |
| 15:00               | Parciales: 17–14, 22–20, 27–19, 23–14                         | Parciales: 17–14, 22–20, 27–19, 23–14 | Parciales: 17–14, 22–20, 27–19, 23–14                      | |  |
|                     | Estadísticas Thomas Klepeisz 16 Tyler Harvey 5 Tyler Harvey 6 | Reporte Pts Reb Asts                  | Estadísticas Alex Ruoff 18 Dennis Kramer 8 Bennett Hundt 7 | Pabellón: Audi Dome, Múnich Asistencia: 0 espectadores Árbitros: Benjamin Barth, Anne Panther, Moritz Krüper |  |

| 14 de junio de 2020 | Bayern Munich                                              | 81–89                                 | EWE Baskets Oldenburg                                                 | |  |
| 19:00               | Parciales: 28–26, 16–16, 15–18, 22–29                      | Parciales: 28–26, 16–16, 15–18, 22–29 | Parciales: 28–26, 16–16, 15–18, 22–29                                 | |  |
|                     | Estadísticas Vladimir Lučić 16 Danilo Barthel 9 Maodo Lô 8 | Reporte Pts Reb Asts                  | Estadísticas Nathan Boothe 17 Rašid Mahalbašić 8 Larson, Mahalbašić 6 | Pabellón: Audi Dome, Múnich Asistencia: 0 espectadores Árbitros: Moritz Reiter, Clemens Fritz, Enrico Streit |  |

#### Grupo B
| Pos. | Equipo                 | PJ | G | P | PF  | PC  | DP  | Pts | Clasificación    |
| ---- | ---------------------- | -- | - | - | --- | --- | --- | --- | ---------------- |
| 1    | Alba Berlin            | 4  | 4 | 0 | 378 | 324 | +54 | 8   | Cuartos de final |
| 2    | MHP Riesen Ludwigsburg | 4  | 3 | 1 | 353 | 324 | +29 | 6   | Cuartos de final |
| 3    | Brose Bamberg          | 4  | 2 | 2 | 364 | 366 | −2  | 4   | Cuartos de final |
| 4    | Skyliners Frankfurt    | 4  | 1 | 3 | 295 | 319 | −24 | 2   | Cuartos de final |
| 5    | Rasta Vechta           | 4  | 0 | 4 | 289 | 346 | −57 | 0   |                  |

 Fuente: BBL
Criterios de clasificación: 1) puntos; 2) enfrentamientos entre ambos equipos; 3) diferencia de puntos entre equipos; 4) mayor número de puntos anotados.
| 7 de junio de 2020 | Skyliners Frankfurt                                         | 72–81                                 | Alba Berlin                                                | |  |
| 15:00              | Parciales: 23–16, 16–21, 19–22, 14–22                       | Parciales: 23–16, 16–21, 19–22, 14–22 | Parciales: 23–16, 16–21, 19–22, 14–22                      | |  |
|                    | Estadísticas Gytis Masiulis 14 tres jugadores 5 Joe Rahon 6 | Reporte Pts Reb Asts                  | Estadísticas Peyton Siva 16 Luke Sikma 10 Eriksson, Siva 4 | Pabellón: Audi Dome, Múnich Asistencia: 0 espectadores Árbitros: Toni Rodriguez, Christof Madinger, Steve Bittner |  |

| 7 de junio de 2020 | Rasta Vechta                                                          | 76–81                                 | MHP Riesen Ludwigsburg                                              | |  |
| 19:00              | Parciales: 20–24, 12–22, 17–16, 27–19                                 | Parciales: 20–24, 12–22, 17–16, 27–19 | Parciales: 20–24, 12–22, 17–16, 27–19                               | |  |
|                    | Estadísticas Simpson, Zyskowski 18 Jarosław Zyskowski 8 Matic Rebec 7 | Reporte Pts Reb Asts                  | Estadísticas Thomas Wimbush II 24 Cameron Jackson 7 Marcos Knight 6 | Pabellón: Audi Dome, Múnich Asistencia: 0 espectadores Árbitros: Anne Panther, Benjamin Barth, Gentian Cici |  |

| 9 de junio de 2020 | MHP Riesen Ludwigsburg                                     | 80–77                                 | Skyliners Frankfurt                                                 | |  |
| 16:30              | Parciales: 18–16, 19–19, 14–16, 29–26                      | Parciales: 18–16, 19–19, 14–16, 29–26 | Parciales: 18–16, 19–19, 14–16, 29–26                               | |  |
|                    | Estadísticas Marcos Knight 25 Jaleen Smith 6 Zamal Nixon 4 | Reporte Pts Reb Asts                  | Estadísticas Quantez Robertson 17 Masiulis, Robertson 7 Joe Rahon 6 | Pabellón: Audi Dome, Múnich Asistencia: 0 espectadores Árbitros: Clemens Fritz, Carsten Straube, Moritz Krüper |  |

| 9 de junio de 2020 | Alba Berlin                                                             | 98–91                                 | Brose Bamberg                                             | |  |
| 20:30              | Parciales: 27–27, 28–29, 20–16, 23–19                                   | Parciales: 27–27, 28–29, 20–16, 23–19 | Parciales: 27–27, 28–29, 20–16, 23–19                     | |  |
|                    | Estadísticas Landry Nnoko 15 Johannes Thiemann (10 Martin Hermannsson 7 | Reporte Pts Reb Asts                  | Estadísticas Jordan Crawford 20 Assem Marei 7 Paris Lee 5 | Pabellón: Audi Dome, Múnich Asistencia: 0 espectadores Árbitros: Anne Panther, Moritz Reiter, Cici Gentian |  |

| 11 de junio de 2020 | Skyliners Frankfurt                                                      | 63–59                                 | Rasta Vechta                                                         | |  |
| 16:30               | Parciales: 15–17, 16–17, 14–10, 18–15                                    | Parciales: 15–17, 16–17, 14–10, 18–15 | Parciales: 15–17, 16–17, 14–10, 18–15                                | |  |
|                     | Estadísticas Yorman Polas Bartolo 16 Yorman Polas Bartolo 9 Joe Rahon 10 | Reporte Pts Reb Asts                  | Estadísticas Trevis Simpson 19 Ishmail Wainright 8 cinco jugadores 2 | Pabellón: Audi Dome, Múnich Asistencia: 0 espectadores Árbitros: Moritz Reiter, Gentian Cici, Moritz Krüper |  |

| 11 de junio de 2020 | MHP Riesen Ludwigsburg                                                              | 103–74                                | Brose Bamberg                                             | |  |
| 20:30               | Parciales: 25–17, 26–19, 25–20, 27–18                                               | Parciales: 25–17, 26–19, 25–20, 27–18 | Parciales: 25–17, 26–19, 25–20, 27–18                     | |  |
|                     | Estadísticas Thomas Wimbush II 20 Weiler-Babb, Wohlfarth-Bottermann 7 Zamal Nixon 5 | Reporte Pts Reb Asts                  | Estadísticas Elias Harris 16 Tre McLean 9 Crawford, Lee 4 | Pabellón: Audi Dome, Múnich Asistencia: 0 espectadores Árbitros: Anne Panther, Carsten Straube, Steve Bittner |  |

| 13 de junio de 2020 | Brose Bamberg                                                     | 99–83                                 | Skyliners Frankfurt                                           | |  |
| 16:30               | Parciales: 29–18, 29–18, 26–30, 15–17                             | Parciales: 29–18, 29–18, 26–30, 15–17 | Parciales: 29–18, 29–18, 26–30, 15–17                         | |  |
|                     | Estadísticas Obasohan, Taylor 13 McLean, Sengfelder 6 Paris Lee 6 | Reporte Pts Reb Asts                  | Estadísticas Quantez Robinson 13 Gytis Masiulis 6 Joe Rahon 9 | Pabellón: Audi Dome, Múnich Asistencia: 0 espectadores Árbitros: Toni Rodriguez, Enrico Streit, Christof Madinger |  |

| 13 de junio de 2020 | Rasta Vechta                                                         | 72–102                                | Alba Berlin                                              | |  |
| 20:30               | Parciales: 13–26, 18–32, 19–21, 22–23                                | Parciales: 13–26, 18–32, 19–21, 22–23 | Parciales: 13–26, 18–32, 19–21, 22–23                    | |  |
|                     | Estadísticas Trevis Simpson 21 Herkenhoff, Wainright 6 Matic Rebec 7 | Reporte Pts Reb Asts                  | Estadísticas Peyton Siva 16 Landry Nnoko 8 Peyton Siva 7 | Pabellón: Audi Dome, Múnich Asistencia: 0 espectadores Árbitros: Carsten Straube, Steve Bittner, Gentian Cici |  |

| 15 de junio de 2020 | Brose Bamberg                                                    | 100–82                                | Rasta Vechta                                                           | |  |
| 16:30               | Parciales: 32–19, 26–21, 15–21, 27–21                            | Parciales: 32–19, 26–21, 15–21, 27–21 | Parciales: 32–19, 26–21, 15–21, 27–21                                  | |  |
|                     | Estadísticas Jordan Crawford 21 Assem Marei 10 Jordan Crawford 6 | Reporte Pts Reb Asts                  | Estadísticas Trevis Simpson 28 Ishmail Wainright 7 Ishmail Wainright 6 | Pabellón: Audi Dome, Múnich Asistencia: 0 espectadores Árbitros: Carsten Straube, Moritz Reiter, Christof Madinger |  |

| 15 de junio de 2020 | Alba Berlin                                                 | 97–89                                 | MHP Riesen Ludwigsburg                                           | |  |
| 20:30               | Parciales: 24–21, 22–24, 25–22, 26–22                       | Parciales: 24–21, 22–24, 25–22, 26–22 | Parciales: 24–21, 22–24, 25–22, 26–22                            | |  |
|                     | Estadísticas Eriksson, Sikma 15 Luke Sikma 10 Luke Sikma 10 | Reporte Pts Reb Asts                  | Estadísticas Thomas Wimbush II 30 Weiler-Babb 11 Knight, Smith 5 | Pabellón: Audi Dome, Múnich Asistencia: 0 espectadores Árbitros: Toni Rodriguez, Anne Panther, Steve Bittner |  |

### Noveno y décimo puesto
| 16 de junio de 2020 | Crailsheim Merlins                                                      | 66–95                                 | Rasta Vechta                                                         | |  |
| 20:30               | Parciales: 13–26, 21–24, 14–18, 18–27                                   | Parciales: 13–26, 21–24, 14–18, 18–27 | Parciales: 13–26, 21–24, 14–18, 18–27                                | |  |
|                     | Estadísticas Sebastian Herrera 21 Bleck, Ogunsipe 8 Sebastian Herrera 6 | Reporte Pts Reb Asts                  | Estadísticas Philipp Herkenhoff 18 Philipp Herkenhoff 12 Max DiLeo 8 | Pabellón: Audi Dome, Múnich Asistencia: 0 espectadores Árbitros: Enrico Streit, Gentian Cici, Moritz Krüper |  |

### Fase final
|  | Cuartos de final | Cuartos de final       | Cuartos de final       | Cuartos de final       |    |                | Semifinales    | Semifinales | Semifinales | Semifinales |  |                        | Final                  | Final | Final | Final |  |
|  |                  |                        |                        |                        |    |                |                |             |             |             |  |                        |                        |       |       |       |  |
|  |                  |                        |                        |                        |    |                |                |             |             |             |  |                        |                        |       |       |       |  |
|  | 1                | ratiopharm Ulm         | 101                    | 96                     |    |                |                |             |             |             |  |                        |                        |       |       |       |  |
|  | 1                | ratiopharm Ulm         | 101                    | 96                     |    |                |                |             |             |             |  |                        |                        |       |       |       |  |
|  | 8                | Skyliners Frankfurt    | 61                     | 69                     |    |                |                |             |             |             |  |                        |                        |       |       |       |  |
|  | 8                | Skyliners Frankfurt    | 61                     | 69                     |    | ratiopharm Ulm | ratiopharm Ulm | 71          | 85          |             |  |                        |                        |       |       |       |  |
|  |                  |                        |                        |                        |    | ratiopharm Ulm | ratiopharm Ulm | 71          | 85          |             |  |                        |                        |       |       |       |  |
|  |                  |                        | MHP Riesen Ludwigsburg | MHP Riesen Ludwigsburg | 71 | 94             |                |             |             |             |  |                        |                        |       |       |       |  |
|  | 5                | MHP Riesen Ludwigsburg | MHP Riesen Ludwigsburg | MHP Riesen Ludwigsburg | 71 | 94             | 87             | 73          |             |             |  |                        |                        |       |       |       |  |
|  | 5                | MHP Riesen Ludwigsburg |                        |                        |    |                |                |             |             |             |  |                        |                        |       |       |       |  |
|  | 4                | Bayern Munich          | 83                     | 74                     |    |                |                |             |             |             |  |                        |                        |       |       |       |  |
|  | 4                | Bayern Munich          | 83                     | 74                     |    |                |                |             |             |             |  | MHP Riesen Ludwigsburg | MHP Riesen Ludwigsburg | 65    | 74    |       |  |
|  |                  |                        |                        |                        |    |                |                |             |             |             |  | MHP Riesen Ludwigsburg | MHP Riesen Ludwigsburg | 65    | 74    |       |  |
|  |                  |                        | Alba Berlin            | Alba Berlin            | 88 | 75             |                |             |             |             |  |                        |                        |       |       |       |  |
|  | 3                | Alba Berlin            | Alba Berlin            | Alba Berlin            | 88 | 75             | 93             | 88          |             |             |  |                        |                        |       |       |       |  |
|  | 3                | Alba Berlin            |                        |                        |    |                |                |             |             |             |  |                        |                        |       |       |       |  |
|  | 6                | BG Göttingen           | 68                     | 85                     |    |                |                |             |             |             |  |                        |                        |       |       |       |  |
|  | 6                | BG Göttingen           | 68                     | 85                     |    | Alba Berlin    | Alba Berlin    | 92          | 81          |             |  |                        |                        |       |       |       |  |
|  |                  |                        |                        |                        |    | Alba Berlin    | Alba Berlin    | 92          | 81          |             |  |                        |                        |       |       |       |  |
|  |                  |                        | EWE Baskets Oldenburg  | EWE Baskets Oldenburg  | 63 | 59             |                |             |             |             |  |                        |                        |       |       |       |  |
|  | 7                | EWE Baskets Oldenburg  | EWE Baskets Oldenburg  | EWE Baskets Oldenburg  | 63 | 59             | 86             | 89          |             |             |  |                        |                        |       |       |       |  |
|  | 7                | EWE Baskets Oldenburg  |                        |                        |    |                |                |             |             |             |  |                        |                        |       |       |       |  |
|  | 2                | Brose Bamberg          | 81                     | 75                     |    |                |                |             |             |             |  |                        |                        |       |       |       |  |
|  | 2                | Brose Bamberg          | 81                     | 75                     |    |                |                |             |             |             |  |                        |                        |       |       |       |  |
|  |                  |                        |                        |                        |    |                |                |             |             |             |  |                        |                        |       |       |       |  |

#### Cuartos de final
| Equipo 1               | Agr.    | Equipo 2            | Ida    | Vuelta |
| ---------------------- | ------- | ------------------- | ------ | ------ |
| ratiopharm Ulm         | 197–130 | Skyliners Frankfurt | 101–61 | 96–69  |
| MHP Riesen Ludwigsburg | 160–157 | Bayern Munich       | 87–83  | 73–74  |
| Alba Berlin            | 181–153 | BG Göttingen        | 93–68  | 88–85  |
| EWE Baskets Oldenburg  | 175–156 | Brose Bamberg       | 86–81  | 89–75  |

| 17 de junio de 2020 | Skyliners Frankfurt                                               | 61–101                                | ratiopharm Ulm                                                      | |  |
| 16:30               | Parciales: 15–36, 15–21, 16–31, 15–13                             | Parciales: 15–36, 15–21, 16–31, 15–13 | Parciales: 15–36, 15–21, 16–31, 15–13                               | |  |
|                     | Estadísticas Yorman Polas Bartolo 10 Gytis Masiulis 4 Joe Rahon 4 | Reporte Pts Reb Asts                  | Estadísticas Dylan Osetkowski 18 Gavin Schilling 8 Archie Goodwin 6 | Pabellón: Audi Dome, Múnich Asistencia: 0 espectadores Árbitros: Anne Panther, Clemens Fritz, Benjamin Barth |  |

| 19 de junio de 2020 | ratiopharm Ulm                                                         | 96–69                                | Skyliners Frankfurt                                          | |  |
| 20:30               | Parciales: 23–20, 24–28, 26–15, 23–6                                   | Parciales: 23–20, 24–28, 26–15, 23–6 | Parciales: 23–20, 24–28, 26–15, 23–6                         | |  |
|                     | Estadísticas Dylan Osetkowski 20 Dylan Osetkowski 10 Thomas Klepeisz 8 | Reporte Pts Reb Asts                 | Estadísticas Masiulis, Polas 14 Gytis Masiulis 8 Joe Rahon 9 | Pabellón: Audi Dome, Múnich Asistencia: 0 espectadores Árbitros: Moritz Reiter, Enrico Streit, Moritz Krüper |  |

Ulm gana 197–130 en el cómputo global.
| 17 de junio de 2020 | Bayern Munich                                              | 83–87                                 | MHP Riesen Ludwigsburg                                     | |  |
| 20:30               | Parciales: 15–21, 27–15, 23–23, 18–28                      | Parciales: 15–21, 27–15, 23–23, 18–28 | Parciales: 15–21, 27–15, 23–23, 18–28                      | |  |
|                     | Estadísticas Danilo Barthel 20 Bray, Lučić 5 Barthel, Lô 4 | Reporte Pts Reb Asts                  | Estadísticas Hans Brase 18 Marcos Knight 11 Jaleen Smith 6 | Pabellón: Audi Dome, Múnich Asistencia: 0 espectadores Árbitros: Moritz Reiter, Toni Rodriguez, Christof Madinger |  |

| 19 de junio de 2020 | MHP Riesen Ludwigsburg                                         | 73–74                                 | Bayern Munich                                        | |  |
| 16:30               | Parciales: 18–23, 18–22, 16–11, 21–18                          | Parciales: 18–23, 18–22, 16–11, 21–18 | Parciales: 18–23, 18–22, 16–11, 21–18                | |  |
|                     | Estadísticas Marcos Knight 20 Marcos Knight 10 Marcos Knight 4 | Reporte Pts Reb Asts                  | Estadísticas Paul Zipser 16 Paul Zipser 9 Maodo Lô 7 | Pabellón: Audi Dome, Múnich Asistencia: 0 espectadores Árbitros: Anne Panther, Clemens Fritz, Steve Bittner |  |

Ludwigsburg gana 160–157 en el cómputo global.
| 18 de junio de 2020 | BG Göttingen                                                | 68–93                                 | Alba Berlin                                                  | |  |
| 16:30               | Parciales: 17–23, 12–29, 11–29, 28–12                       | Parciales: 17–23, 12–29, 11–29, 28–12 | Parciales: 17–23, 12–29, 11–29, 28–12                        | |  |
|                     | Estadísticas Mihajlo Andrić 11 Dennis Kramer 8 Alex Ruoff 8 | Reporte Pts Reb Asts                  | Estadísticas Peyton Siva 15 cuatro jugadores 6 Peyton Siva 6 | Pabellón: Audi Dome, Múnich Asistencia: 0 espectadores Árbitros: Carsten Straube, Moritz Krüper, Enrico Streit |  |

| 20 de junio de 2020 | Alba Berlin                                                            | 88–85                                 | BG Göttingen                                                   | |  |
| 20:30               | Parciales: 22–16, 30–15, 21–26, 15–28                                  | Parciales: 22–16, 30–15, 21–26, 15–28 | Parciales: 22–16, 30–15, 21–26, 15–28                          | |  |
|                     | Estadísticas Martin Hermannsson 19 Landry Nnoko 9 Martin Hermannsson 7 | Reporte Pts Reb Asts                  | Estadísticas Dominic Lockhart 19 Marvin Omuvwie 6 Alex Ruoff 7 | Pabellón: Audi Dome, Múnich Asistencia: 0 espectadores Árbitros: Toni Rodriguez, Christof Madinger, Gentian Cici |  |

Berlin gana 181–153 en el cómputo global.
| 18 de junio de 2020 | Brose Bamberg                                             | 81–86                                 | EWE Baskets Oldenburg                                               | |  |
| 20:30               | Parciales: 15–24, 18–21, 21–20, 27–21                     | Parciales: 15–24, 18–21, 21–20, 27–21 | Parciales: 15–24, 18–21, 21–20, 27–21                               | |  |
|                     | Estadísticas Elias Harris 24 Kameron Taylor 8 Paris Lee 6 | Reporte Pts Reb Asts                  | Estadísticas Rickey Paulding 20 Rašid Mahalbašić 10 Braydon Hobbs 6 | Pabellón: Audi Dome, Múnich Asistencia: 0 espectadores Árbitros: Toni Rodriguez, Steve Bittner, Gentian Cici |  |

| 20 de junio de 2020 | EWE Baskets Oldenburg                                       | 89–75                                 | Brose Bamberg                                                          | |  |
| 16:30               | Parciales: 24–19, 27–23, 21–14, 17–15                       | Parciales: 24–19, 27–23, 21–14, 17–15 | Parciales: 24–19, 27–23, 21–14, 17–15                                  | |  |
|                     | Estadísticas Ian Hummer 21 Ian Hummer 9 Hobbs, Mahalbašić 5 | Reporte Pts Reb Asts                  | Estadísticas Kameron Taylor 20 Christian Sengfelder 9 Kameron Taylor 4 | Pabellón: Audi Dome, Múnich Asistencia: 0 espectadores Árbitros: Anne Panther, Benjamin Barth, Carsten Straube |  |

Oldenburg gana 175–156 en el cómputo global.

#### Semifinales
| Equipo 1       | Agr.    | Equipo 2               | Ida   | Vuelta |
| -------------- | ------- | ---------------------- | ----- | ------ |
| ratiopharm Ulm | 156–165 | MHP Riesen Ludwigsburg | 71–71 | 85–94  |
| Alba Berlin    | 173–122 | EWE Baskets Oldenburg  | 92–63 | 81–59  |

| 21 de junio de 2020 | MHP Riesen Ludwigsburg                                        | 71–71                                 | ratiopharm Ulm                                             | |  |
| 15:00               | Parciales: 21–14, 15–20, 16–22, 19–15                         | Parciales: 21–14, 15–20, 16–22, 19–15 | Parciales: 21–14, 15–20, 16–22, 19–15                      | |  |
|                     | Estadísticas Marcos Knight 24 Marcos Knight 11 Jaleen Smith 6 | Reporte Pts Reb Asts                  | Estadísticas Derek Willis 19 Derek Willis 14 Per Günther 4 | Pabellón: Audi Dome, Múnich Asistencia: 0 espectadores Árbitros: Moritz Reiter, Christof Madinger, Clemens Fritz |  |

| 23 de junio de 2020 | ratiopharm Ulm                                                   | 85–94                                 | MHP Riesen Ludwigsburg                                        | |  |
| 20:30               | Parciales: 24–16, 22–26, 23–29, 16–23                            | Parciales: 24–16, 22–26, 23–29, 16–23 | Parciales: 24–16, 22–26, 23–29, 16–23                         | |  |
|                     | Estadísticas Archie Goodwin 19 tres jugadores 6 Archie Goodwin 5 | Boxscore Pts Reb Asts                 | Estadísticas Marcos Knight 26 Marcos Knight 13 Jaleen Smith 4 | Pabellón: Audi Dome, Múnich Asistencia: 0 espectadores Árbitros: Moritz Reiter, Clemens Fritz, Christof Madinger |  |

Ludwigsburg gana 165–156 en el acumulado.
| 22 de junio de 2020 | EWE Baskets Oldenburg                                               | 63–92                                 | Alba Berlin                                                    | |  |
| 20:30               | Parciales: 17–22, 16–27, 12–23, 18–29                               | Parciales: 17–22, 16–27, 12–23, 18–29 | Parciales: 17–22, 16–27, 12–23, 18–29                          | |  |
|                     | Estadísticas Rašid Mahalbašić 23 Rašid Mahalbašić 9 Braydon Hobbs 7 | Reporte Pts Reb Asts                  | Estadísticas Peyton Siva 19 Luke Sikma 10 Martin Hermannsson 6 | Pabellón: Audi Dome, Múnich Asistencia: 0 espectadores Árbitros: Anne Panther, Toni Rodriguez, Steve Bittner |  |

| 24 de junio de 2020 | Alba Berlin                                                            | 81–59                                 | EWE Baskets Oldenburg                                         | |  |
| 20:30               | Parciales: 17–15, 24–19, 24–11, 16–14                                  | Parciales: 17–15, 24–19, 24–11, 16–14 | Parciales: 17–15, 24–19, 24–11, 16–14                         | |  |
|                     | Estadísticas Kenneth Ogbe 16 Johannes Thiemann 12 Martin Hermannsson 6 | Reporte Pts Reb Asts                  | Estadísticas Rickey Paulding 11 Filip Stanić 5 Tyler Larson 5 | Pabellón: Audi Dome, Múnich Asistencia: 0 espectadores Árbitros: Toni Rodriguez, Anne Panther, Steve Bittner |  |

Berlin gana 173–122 en el cómputo global.

#### Final
| Equipo 1               | Agr.    | Equipo 2    | Ida   | Vuelta |
| ---------------------- | ------- | ----------- | ----- | ------ |
| MHP Riesen Ludwigsburg | 139–163 | Alba Berlin | 65–88 | 74–75  |

| 26 de junio de 2020 | Alba Berlin                                                                 | 88–65                                 | MHP Riesen Ludwigsburg                                                                               | |  |
| 20:30               | Parciales: 19–13, 27–16, 23–13, 19–23                                       | Parciales: 19–13, 27–16, 23–13, 19–23 | Parciales: 19–13, 27–16, 23–13, 19–23                                                                | |  |
|                     | Estadísticas Hermannsson, Giedraitis 14 Landry Nnoko 7 Martin Hermannsson 6 | Reporte Pts Reb Asts                  | Estadísticas Weiler-Babb, Wohlfarth-Bottermann 11 Weiler-Babb, Wohlfarth-Bottermann 6 Jaleen Smith 8 | Pabellón: Audi Dome, Múnich Asistencia: 0 espectadores Árbitros: Moritz Reiter, Clemens Fritz, Christof Madinger |  |

| 28 de junio de 2020 | MHP Riesen Ludwigsburg                                               | 74–75                                | Alba Berlin                                                   | |  |
| 15:00               | Parciales: 11–21, 24–21, 19–25, 20–8                                 | Parciales: 11–21, 24–21, 19–25, 20–8 | Parciales: 11–21, 24–21, 19–25, 20–8                          | |  |
|                     | Estadísticas Thomas Wimbush II 19 Nick Weiler-Babb 11 Jaleen Smith 6 | Reporte Pts Reb Asts                 | Estadísticas Giffey, Hermannsson 14 Luke Sikma 7 Luke Sikma 7 | Pabellón: Audi Dome, Múnich Asistencia: 0 espectadores Árbitros: Toni Rodrugiez, Anne Panther, Steve Bittner |  |

Berlin gana 163–139 en el cómputo global.